# ロマン・シュケヴィチ停留所
ロマン・シュケヴィチ停留所 (ロマン・シュケヴィチていりゅうじょ、ウクライナ語:Романа Шухевича) は、ウクライナキーウ特別市デスニャンスキー地区にあるキーウ・ライトレール左岸線の駅である。

## 歴史
- 2000年5月26日 - ヴァトゥーチン停留所として開業。
- 2008年 - ヴァトゥーチン将軍停留所に改称。
- 2009年1月1日 - 路線の改良工事のため休止される。
- 2012年10月24日 - 駅の営業を再開。同時に路線がトロイエシュティナ2停留所まで延伸され、中間駅となる。
- 2022年1月4日 - ロマン・シュケヴィチ停留所に改称。

## 駅構造
相対式ホーム2面2線を有する高架駅である。かつては当停留所が行き止まりで折り返しのためのループ線が設置されていたが、2012年にトロイエシュティナ2停留所まで延伸され撤去された。

## 名称
かつてはソビエト連邦の軍人でソ連邦英雄のニコライ・ヴァトゥーチンにちなんだ名称だったが、現在はウクライナ民族主義者組織の一員で、ウクライナの英雄であるロマン・シュケヴィチにちなんだ名称に変更されている。

## 隣の駅
キーウパストランス
キーウ・ライトレール左岸線
トロイエシュティナ2停留所 - ロマン・シュケヴィチ停留所 - カシュタノワ停留所